# مارک ریبو
مارک ریبو ((به فرانسوی: Marc Riboud)؛ ۲۴ ژوئن ۱۹۲۳ – ۳۰ اوت ۲۰۱۶) یک عکاس، و گزارشگر اهل فرانسه بود. مارک ریبو یکی از اولین عکاسان آژانس مگنوم به شمار می‌رود، و به خاطر عکس‌های مستند و گزارش‌های تصویری گسترده‌اش از حوادث آسیا در جهان شهرت داشت.
عکس‌های مارک ریبو علاوه بر انتشار در معروف‌ترین مجلات دنیا به صورت مجموعه کتاب نیز منتشر شده است.